# Меррик, Лоуренс
Ло́уренс Ме́ррик (англ. Laurence Merrick, настоящее имя Зев Лахав, ивр. זְאֵב לַהַב‎; 22 апреля 1926 — 26 января 1977, Голливуд) — американский кинорежиссёр, кинопродюсер и сценарист израильского происхождения.
В США с 1960 года. Держал в Голливуде малобюджетную актёрскую школу. В 1969—1971 гг. снял четыре фильма в категории эксплуатационного кино, выступая в них как сценарист, режиссёр и продюсер.
В 1973 г. в соавторстве с Ричардом Хендриксоном и выступившей в качестве автора сценария актрисой Джоан Хантингтон Меррик снял принёсший ему известность документальный фильм «Мэнсон» (англ. Manson) о Чарльзе Мэнсоне, его банде («Семье») и совершённом ими убийстве актрисы Шэрон Тейт и её друзей; мотивом для создания этого фильма послужили для Меррика воспоминания о том, как Тейт в своё время брала у него уроки актёрского мастерства. Основу фильма составили пространные интервью с оставшимися на свободе членами «Семьи» Мэнсона, в том числе с Линетт Фромм; в фильм вошли также съёмки жизни в одном из лагерей «Семьи». Музыку к фильму записали бывшие члены «Семьи», свидетели обвинения на процессе Мэнсона, Пол Уоткинс и Брукс Постон. Фильм «Мэнсон» был номинирован на премию «Оскар» 1973 года, уступив в итоге киноленте «Марджо».
Меррик был убит выстрелом в спину на автостоянке перед своей актёрской школой. Убийца скрылся, расследование оказалось безрезультатным, высказывались предположения, что преступление было делом рук кого-то из «Семьи» Мэнсона. В октябре 1981 года, однако, в полицейский участок города Сан-Хосе обратился некий Деннис Миньяно, признавшийся в совершении этого убийства. Суд над Миньяно состоялся в ноябре 1982 г. в Лос-Анджелесе; обвиняемый сообщил суду, что в своё время проходил прослушивание в актёрскую школу Меррика и в ходе этого прослушивания на него было наложено заклятие чёрной магии; суд признал Миньяно невменяемым и направил на психиатрическое лечение.

## Фильмография
- Демоны / The Demons (1969) — режиссёр
- Дракула и ребята / Dracula and the Boys (1969) — режиссёр, продюсер, сценарист
- Чёрные ангелы / Black Angels (1970) — режиссёр, исполнительный продюсер, сценарист, оператор
- Угадайте, что случилось с графом Дракулой / Guess What Happened to Count Dracula? (1971) — режиссёр, продюсер, сценарист
- Мэнсон / Manson (1973) — режиссёр, продюсер, сценарист